# Albert Schamoni
Albert Schamoni (* 20. Oktober 1906 in Hamm; † Januar 1945 an der Ostfront vermisst) war Maler und Kunsterzieher.

## Familie
Der Vater Wilhelm Schamoni (1867–1935) war Bücherrevisor und gründete das Hotel Kaiserhof in Hamm. Die Mutter ist Anna Schamoni, geb. Veltmann (1872–1907). Brüder von Albert Schamoni sind der katholische Theologe Wilhelm Schamoni (* 4. Januar 1905 in Hamm in Westfalen; † 25. August 1991 in Altötting) und der Regisseur Victor Schamoni (* 6. Dezember 1901 in Hamm; † 13. April 1942 Russland), Vater von Victor, Peter, Thomas und Ulrich Schamoni. Albert Schamoni war mit der Malerin und Grafikerin Annette Engelmann (1903–1985) verheiratet.

## Leben
Schamoni studierte an der Kunstakademie Düsseldorf und lernte Otto Coester kennen, mit dem sich eine lebenslange Freundschaft entwickelte. Ab 1933 Arbeit als Studienassessor, ab 1937 Studienrat am Gymnasium in Gelsenkirchen-Buer. Im Jahr 1942 wird er als Soldat eingezogen und ist seit Januar 1945 an der Ostfront (Weichselbogen/Polen) vermisst.

## Werke

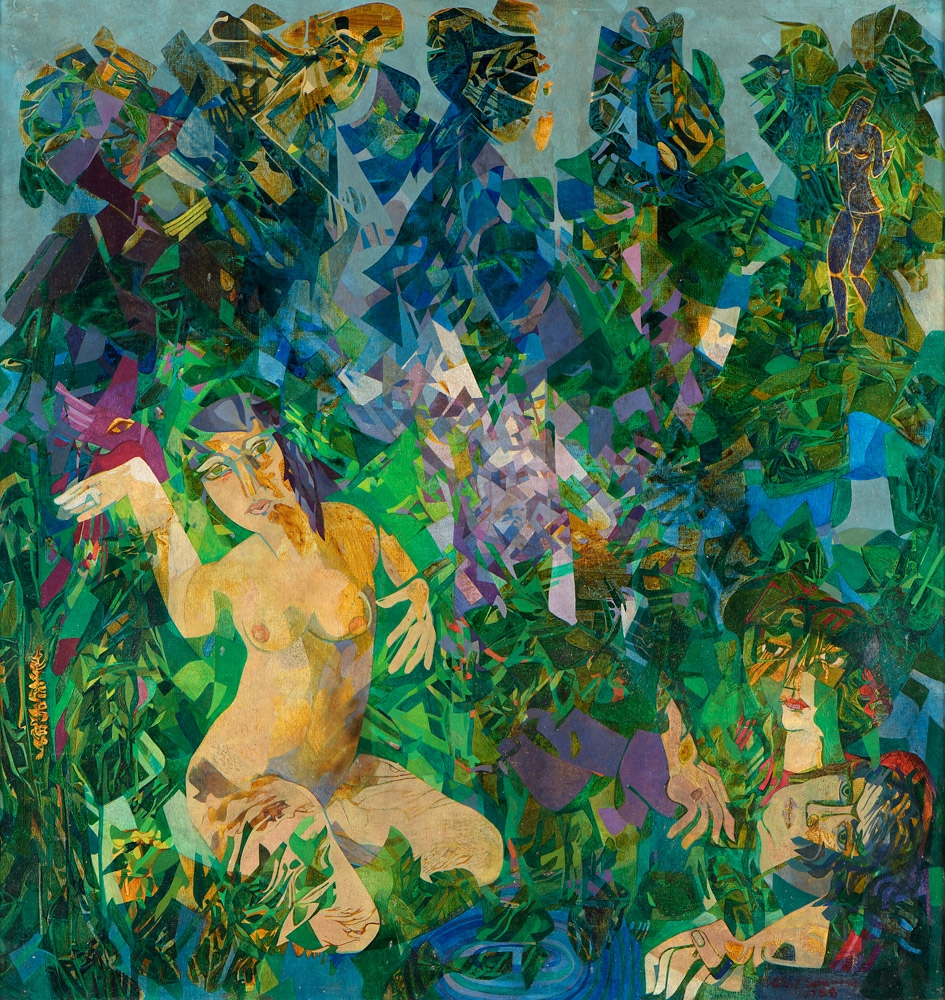
Albert Schamoni: Urwald, 1928

Zwischen 1926 und 1936 arbeitete Schamoni mehrfach mit den tschechischen Verlegern Josef Florian, Josef Portman und Otto František Babler zusammen und illustrierte 19 als Handpressendruck erschienene Bücher, unter anderem von Franz Kafka und Slovinské romance a balady (in 350 Ex. mit Holzschnitten; Herausgeber Babler; 1933).
1937 wurden in der Aktion „Entartete Kunst“ nachweislich vier seine Arbeiten aus öffentlichen Sammlungen beschlagnahmt.
Das nachgelassene Werk von Albert Schamoni hat seine Frau über den Zweiten Weltkrieg gerettet. Teile davon befinden sich in Familienbesitz. Eine Einzelausstellung fand 1992 in Prag statt.

### 1937 als „entartet“ aus öffentlichen Sammlungen beschlagnahmte Werke
- Don Quichote, der Ritter (Aquarell; Städtisches Museum Hagen; 1940 zur „Verwertung“ auf dem Kunstmarkt an den Kunsthändler Bernhard A. Böhmer; Verbleib unbekannt)
- Märchenfahrt (Aquarell; Städtisches Museum Hagen; zerstört)
- Kinder im Walde (Aquarell; Kaiser Wilhelm-Museum Krefeld; zerstört)
- Don Quichote (Druckgrafik; Pfälzisches Gewerbemuseum Kaiserslautern; zerstört)

### Weitere Werke (Auswahl)
- Don Quichotte (Radierung, 24,5 × 20 cm, 1929; Blatt 7 der Mappe „Die Schaffenden“, 1932)[2]